# 256 هـ
256 هـ هي سنة في التقويم الهجري امتدت مقابلةً في التقويم الميلادي بين سنتي 869 و870.

## أحداث
- عزل الخليفة العباسي المهتدي بالله وتولية الحكم للمعتمد على الله وكانت فترة حكم الخليفة العباسي المهتدي حوالي السنة.
- سيطرة المسلمين على مالطا.

## مواليد
- أبو الحسين ابن المنادي - عالم ومحدث وفقيه عراقي.

## وفيات
- الزبير بن بكار
- أبو الوليد المهري
- بختيشوع بن جبريل
- شارية
- موسى الثاني
- يعقوب بن إسحاق الكندي
- أبو إسحاق محمد المهتدي بالله
- محمد بن إسماعيل البخاري
- الخليفة العباسي المهتدي بالله